# سيباس مويانو
سيباس مويانو (بالإسبانية: Sebas Moyano)‏ (23 مارس 1997 بفيلانيوفا ديل دوكوي في إسبانيا - ) هو لاعب كرة قدم إسباني في مركز الوسط.

## روابط خارجية
- سيباس مويانو على موقع قاعدة بيانات كرة القدم.إي يو (الإنجليزية)
- سيباس مويانو على موقع Soccerway.com (الإنجليزية)